# Coleosoma blandum
Coleosoma blandum är en spindelart som beskrevs av O. Pickard-Cambridge 1882. Coleosoma blandum ingår i släktet Coleosoma och familjen klotspindlar. Inga underarter finns listade i Catalogue of Life.